# 孝陵 (越南)

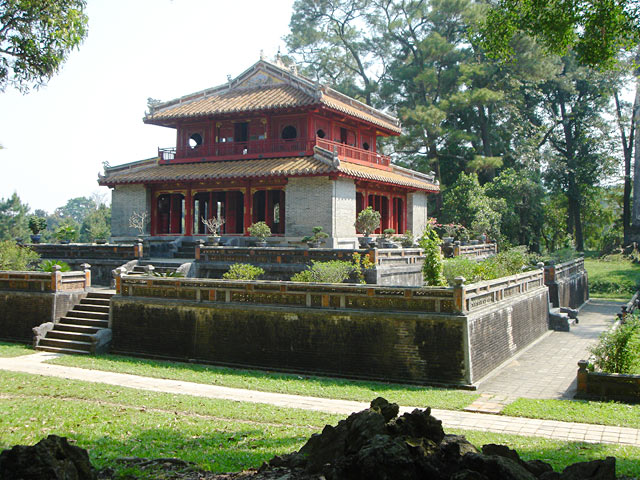
明命帝孝陵寶城的正面

孝陵（越南语：／），俗稱明命陵（越南语：／），是越南阮朝第二代皇帝明命帝的陵墓，位於顺化市香寿社境内的孝山（原名錦雞山）上。
明命帝生前便開始選擇自己的墓地。他派黎文德去勘察風水，並將地處順化以南12公里、香江之傍的錦雞山（Cẩm Kê）規劃為自己未來的墓地，不過他一直未開工建設。直到1840年的時候，才由裴公宣、張登桂設計圖紙，正式開始修建墓地，並將錦雞山改名為孝山。
1841年明命帝逝世的時候，孝陵並未完工，不過地宮已經修建完成。紹治帝將明命帝葬入地宮，並派謝光巨、何維藩、阮知方組織了一萬人加緊修建，直到1843年完工。

## 特色

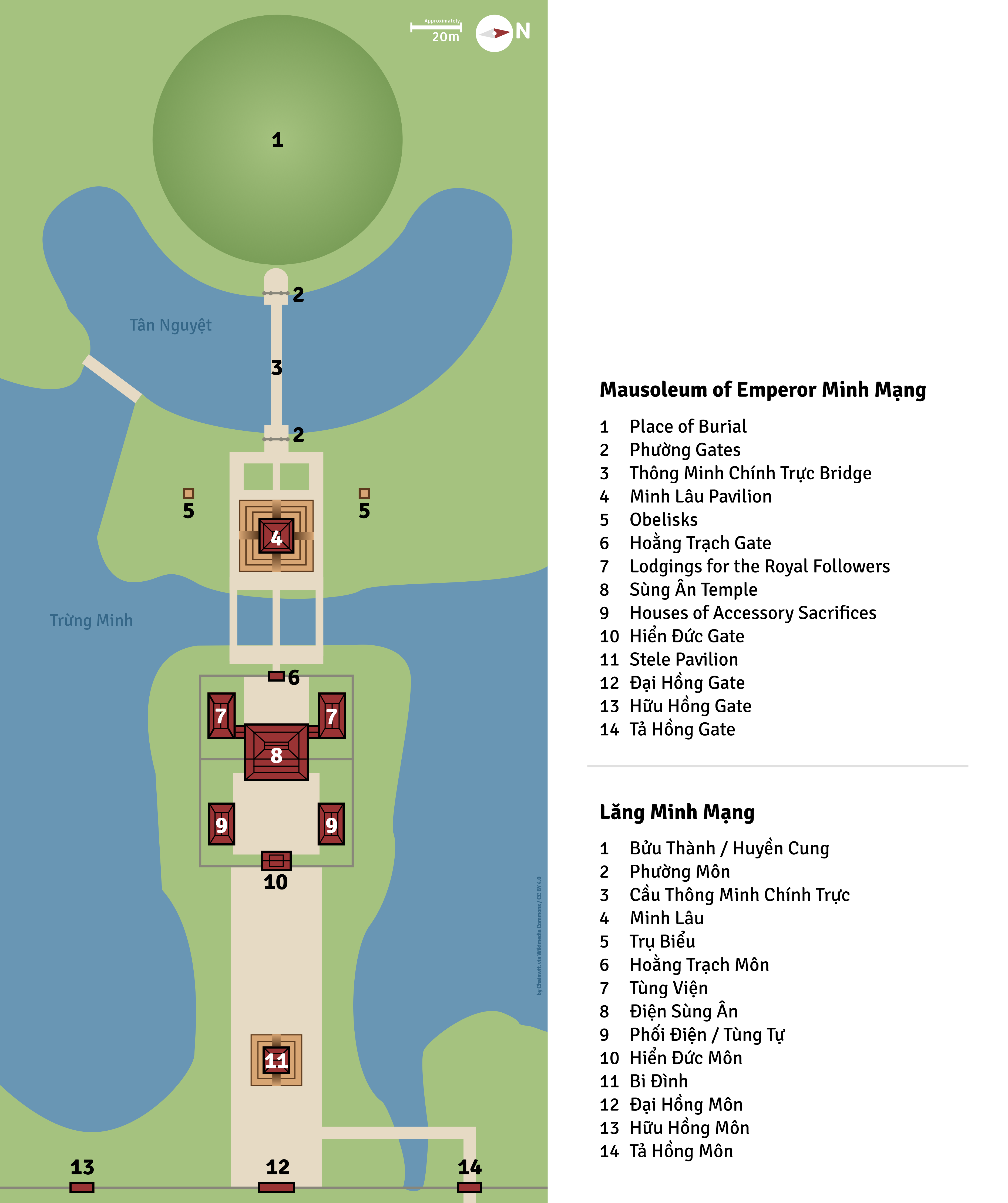
明命帝陵总体规划

整體陵墓背山向水，後有孝山、金風山，前有香川，以西北-東南方向，呈一直線的中心軸，分別有門、神道、前庭、碑亭；接著是寢域，由顯德門、崇恩殿（重檐疊屋：二棟相連的建築），及東陪殿、西陪殿組成。泓澤門後，有橋相連明樓，通過通明正直橋、度過新月湖，則至寶城，寶城下有玄宮。與其他順化皇陵相較，最特別的是唯一沒有皇后和家族陪葬的墓。
孝陵反映了中國文化的影響。中國明代皇陵的基本配置為：一中軸線上，直線配置陵寢，靠山面谷地。越南阮朝的七個皇陵也一致擁有和明代相同的特色為靠山面谷地，建築類型也幾乎一致，皆有陵門、大紅門、碑亭、石像生、寢殿、方城明樓、寶城、寶頂，只是規模大小不同而已。但只有孝陵遵照與中國明代皇陵「直線狀配置型」的配置，完全皆有寢殿、陵墓的直線配置。
明命帝在世期間，積極學習中國明清文化是不容忽視的事實。他以儒教精神為基盤，清朝制度為典範，完成中央集權的君主獨裁政治。並模仿中國明清的典例、制度，如設內閣、機密院、科舉制度，另外，也尊崇中國傳統儒家、道家思想，廣設文廟，他自己也說過不曾沒讀過漢唐元明諸史，可見其對於中國文化的熟悉與學習。在宮城建築上，他更於明命三年（1822年），「命宮城塗黃色為紫禁城」， 直接使用中國北京紫禁城之名稱，因而有「明命帝時期的阮朝是小中國，首都順化是小北京」的說法。在陵寢制度上，他尊崇中國皇陵設置也是極有可能，尤其其陵寢名為「孝陵」，亦與明代朱元璋皇陵名稱相同。
不過，雖然在整體配置與命名上學習了中國文化，孝陵中的崇恩殿仍保有了越南傳統木結構建築的「重檐疊屋」（平行兩棟相連、雙屋脊的建築），而不模仿中國的木構建築，和明命帝生前所住順化皇城的太和殿建築結構相同。就像即使他欲學習中國的典律、禮節，亦仍不完全追隨中國，仍遵照原本越南世代過節的風俗。反映了他生前在積極追求中國文化的正統中，仍帶有對自我文化價值的肯定及企圖超越的信心，其陵寢反映了他生前的思想、文化。